# Aleta (nàutica)

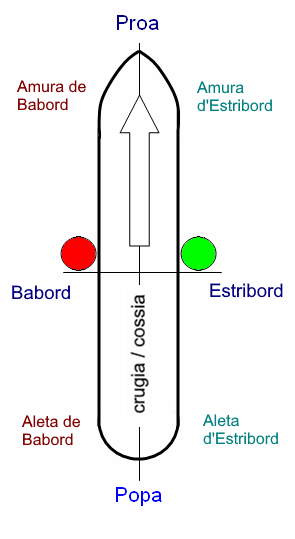
Direccions de referència d'un vaixell

En un vaixell s'anomena  aleta  al sector d'horitzó comprès entre el través de babord o estribord i la popa. Tindrem llavors, l'aleta de babord i l'aleta d'estribord.
Sobre el mateix vaixell, és la part del vaixell compresa aproximadament entre les marcacions de deu i de catorze quartes en el cas de l'aleta d'estribord i entre les marcacions de divuit i de vint-i-dues quartes en el cas de l'aleta de babord. També s'anomenen així les peces de fusta de forma corba que constitueixen la darrera quaderna de popa. En les embarcacions menors, rep aquest nom la prolongació de la part superior de l'obra morta de popa més amunt de la coberta.
És una forma d'indicar adreces, per exemple si un veler rep el vent per la seva banda d'estribord i més a popa del seu través direm que rep el vent per l'aleta d'estribord.
De la mateixa manera es fa servir per a referir-se a l'angle en què veiem els altres vaixells des de la distància.

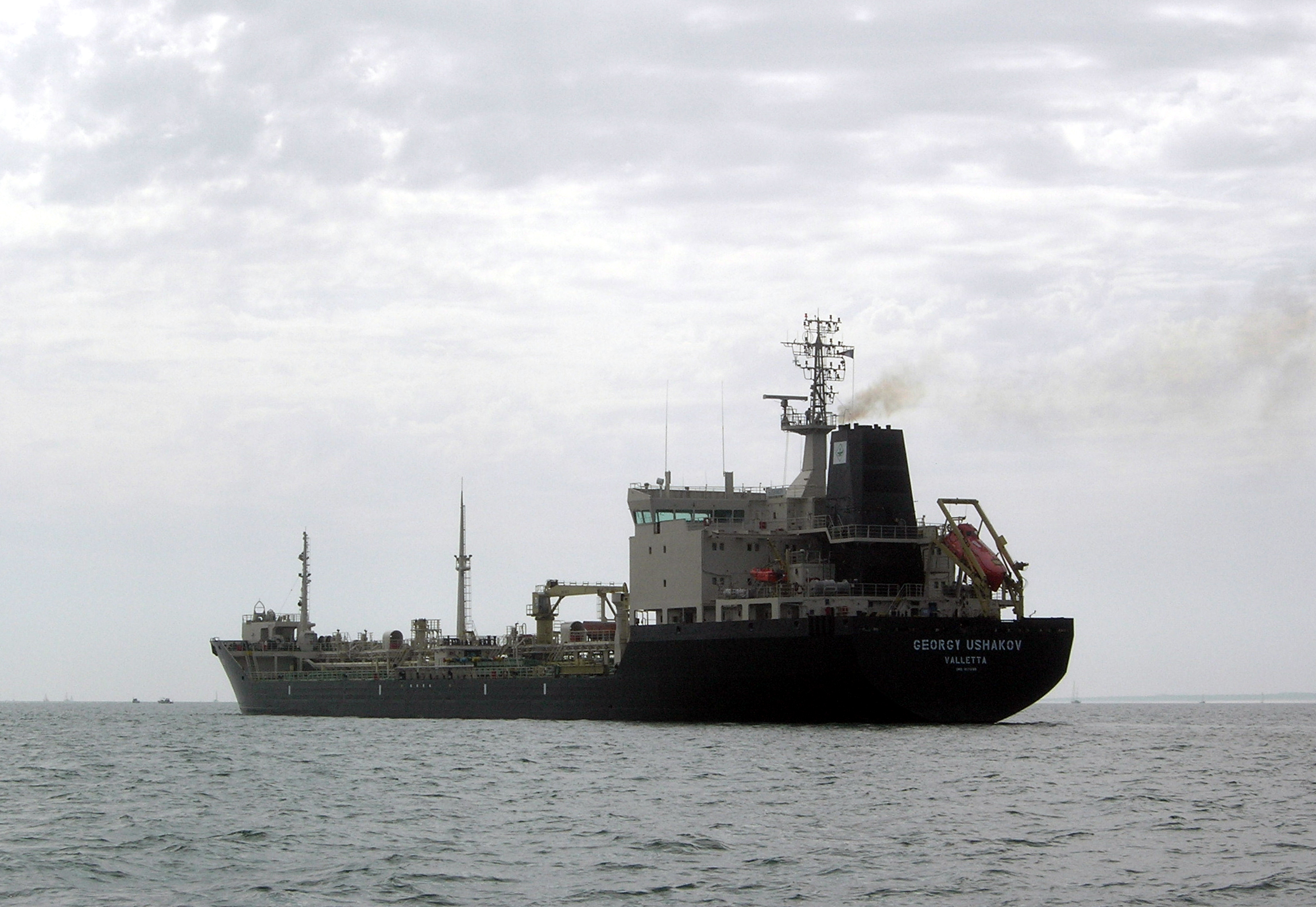
Vaixell vist per la seva aleta de babord
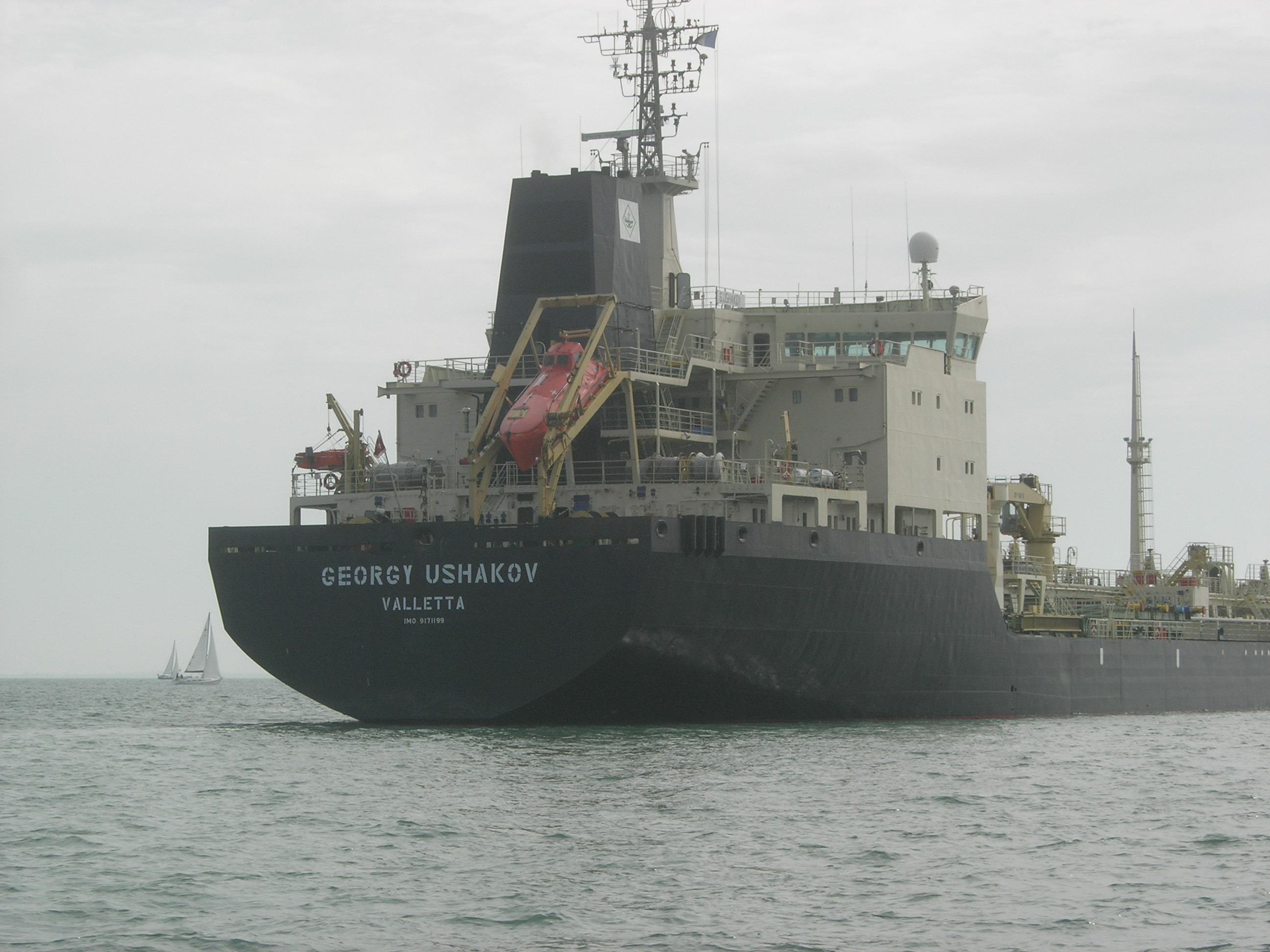
Vaixell vist per la seva aleta d'estribord